# Reel & Wolf
Reel & Wolf es un EP de la banda de post-rock CatPeople lanzado en el año 2009.
Contiene versiones acústicas de cuatro canciones de sus dos trabajos anteriores, Reel #1 y What's the Time Mr. Wolf?.

## Lista de canciones
| N.º | Título                                        | Duración |  |
| 1.  | «Party people» (Reel #1)                      |          |  |
| 2.  | «Looks like dogs» (What's the Time Mr. Wolf?) |          |  |
| 3.  | «Goodbye Angel» (What's the Time Mr. Wolf?)   |          |  |
| 4.  | «Mexican life» (Reel #1)                      |          |  |